# Ігнасі Мікел
Ігнасі Мікел Понс (ісп. Ignasi Miquel Pons; 28 вересня 1992, Курбера-да-Любрагат, Барселона, Каталонія) — іспанський футболіст, центральний захисник «Гранади». Виступав у молодіжній збірній Іспанії.

## Клубна кар'єра
У період з 1999 до 2004 року Ігнасі займався в академії «Барселони». Наприкінці 2004 року його передали футбольній школі клубу «Корнелья» з міста Курналя-да-Любрагат. У 15 років виступав за дубль цього клубу, завдяки чому 2008 року його вперше викликали до збірної Іспанії (до 16 років). Молодим футболістом відразу ж зацікавилися «великі» футбольні клуби, як-от «Манчестер Юнайтед» і «Валенсія», але сам Мікел вирішив продовжити кар'єру в лондонському «Арсеналі».
Трансфер футболіста вдалося оформити після того, як йому виповнилося 16 років. У першому своєму сезоні в таборі «канонірів» (сезон 2009/10) Мікел провів за резервний склад 12 матчів. Після закінчення сезону Ігнасі обрали капітаном резерву.
Перший офіційний матч в основній команді Ігнасі провів 20 лютого 2011 року. Того дня «Арсенал» в рамках Кубка Англії грав у гостях з «Лейтон Орієнт». Футболіст відіграв весь матч, який завершився з рахунком 1:1. Також Мікел взяв участь у повторній зустрічі (5:0), яка відбулася 2 березня, також відігравши весь матч.
20 вересня у грі з «Шрусбері Таун» Ігнасі дебютував за «Арсенал» у Кубку англійської ліги. Футболіст провів на полі весь матч, а «каноніри» здобули впевнену перемогу з рахунком 3:1.
20 серпня, у зустрічі з «Ліверпулем» (0:2), Мікел зіграв свій перший матч за команду Арсена Венгера в англійській Прем'єр-лізі. Він вийшов на поле стадіону «Емірейтс» на 16 хвилині зустрічі, замінивши Лоран Косельні, що зазнав травми, і дограв матч до кінця.
6 грудня відбувся дебют Ігнасі в Лізі чемпіонів. Це сталося в матчі групового етапу «Олімпіакос» — «Арсенал» (3:1). Мікел з'явився на полі на 51 хвилині гри, замінивши Андре Сантоса.

## Кар'єра у збірних
Ігнасі Мікел виступав за збірну Іспанії (до 16 років), за яку провів 2 матчі. Потім був гравцем юнацької збірної Іспанії, з якою 2011 року здобув золоті медалі юнацького чемпіонату Європи. Футболіст виходив на поле у всіх матчах своєї команди.

## Статистика виступів
Станом на матч, що відбувся 8 січня 2018 року 
| Клуб                 | Сезон              | Ліга                  | Ліга | Ліга | Національний кубок | Національний кубок | Кубок ліги | Кубок ліги | Інші | Інші | Загалом | Загалом |
| Клуб                 | Сезон              | Дивізіон              | Ігри | Голи | Ігри               | Голи               | Ігри       | Голи       | Ігри | Голи | Ігри    | Голи    |
| -------------------- | ------------------ | --------------------- | ---- | ---- | ------------------ | ------------------ | ---------- | ---------- | ---- | ---- | ------- | ------- |
| Арсенал              | 2010–11            | Прем'єр-ліга (Англія) | 0    | 0    | 2                  | 0                  | 0          | 0          | 0    | 0    | 2       | 0       |
| Арсенал              | 2011–12            | Прем'єр-ліга (Англія) | 4    | 0    | 1                  | 0                  | 3          | 0          | 1    | 0    | 9       | 0       |
| Арсенал              | 2012–13            | Прем'єр-ліга (Англія) | 1    | 0    | 0                  | 0                  | 2          | 1          | 0    | 0    | 3       | 1       |
| Арсенал              | Загалом            | Загалом               | 5    | 0    | 3                  | 0                  | 5          | 1          | 1    | 0    | 14      | 1       |
| Лестер Сіті (оренда) | 2013–14            | Чемпіоншип            | 7    | 0    | 1                  | 0                  | 4          | 1          | —    | —    | 12      | 1       |
| Норвіч Сіті          | 2014–15            | Чемпіоншип            | 0    | 0    | 1                  | 0                  | 1          | 0          | —    | —    | 2       | 0       |
| Понферрадіна         | 2015–16            | Сегунда Дивізіон      | 25   | 0    | 2                  | 0                  | —          | —          | —    | —    | 27      | 0       |
| Луго                 | 2016–17            | Сегунда Дивізіон      | 33   | 2    | 0                  | 0                  | —          | —          | —    | —    | 33      | 2       |
| Луго                 | 2017–18            | Сегунда Дивізіон      | 16   | 1    | 1                  | 0                  | —          | —          | —    | —    | 17      | 1       |
| Луго                 | Загалом            | Загалом               | 49   | 3    | 1                  | 0                  | —          | —          | 0    | 0    | 50      | 3       |
| Малага               | 2017–18            | Ла-Ліга               | 2    | 0    | —                  | —                  | —          | —          | —    | —    | 2       | 0       |
| Загалом за кар'єру   | Загалом за кар'єру | Загалом за кар'єру    | 88   | 3    | 8                  | 0                  | 10         | 2          | 1    | 0    | 107     | 5       |

1. ↑  Гра в Лізі чемпіонів

## Досягнення
- Чемпіон Європи (U-19): 2011